# 月刊ビッグガンガン
『月刊ビッグガンガン』（げっかんビッグガンガン、Monthly BIG GANGAN）はスクウェア・エニックスが発行する日本の月刊青年漫画雑誌。

## 沿革
前身は青年誌『ヤングガンガン』の増刊号として2007年6月29日に発刊した『増刊ヤングガンガン』で、2011年まで不定期に11冊が発行された。Vol.10より『ヤングガンガン』と異なり綴じ方が中綴じから平綴じへ変更され、後に2011年4月25日発売号より『増刊ヤングガンガンビッグ』へ改名し、隔月刊化。『増刊ビッグ』は合計3冊が発行され、2011年10月25日発売号より月刊化して現在の雑誌名となった。流通上は従前通り『ヤングガンガン』の増刊として扱われる為、号数表記は「◯月号」でなく「Vol.◯」となっている。
前身誌の掲載作品は『ヤングガンガン』で連載している作品の特別編を中心に、他のガンガン系列誌で連載した経験を持つ作家や新人作家の作品などで構成されていたが、独立創刊に伴い『ヤングガンガン』からの移籍やスクウェア・エニックス以外の出版社でデビューした作家の新連載などが開始されている。

## 歴代編集長
- 中野崇
- 小泉浩志[1]

## 連載作品
- 連載中の作品については太字で表記し、背景に色を付けた。
- 作品名の順番に関しては連載開始順に従い、その次に五十音順に従う。
- 移籍元 / 先については、備考欄で「← / →『移籍元 / 先の雑誌名』」の形で略記。

|  | 連載中（2025年7月25日現在） |  | 見出し（非データ） |

|       | 作品名                                                                                    | 作者（作画）                                                      | 原作者など                                                                                     | 開始    | 終了    | 注記                                                                                                |
| ----- | ----------------------------------------------------------------------------------------- | ----------------------------------------------------------------- | ---------------------------------------------------------------------------------------------- | ------- | ------- | --------------------------------------------------------------------------------------------------- |
| 00    | Ｚ                                                                                        | Ｚ                                                                | 2011年                                                                                         | 2011    | 2011    | Ｚ                                                                                                  |
| 01    | イビルば〜じん                                                                            | あわ箱                                                            | －                                                                                             | 2011.01 | 2013.02 | 『増刊ヤングガンガンビッグ』 から継続                                                               |
| 02    | うみねこのなく頃に翼                                                                      | 伊東フミ （作画）                                                 | 竜騎士07 （原作・監修）                                                                        | 2011.01 | 2013.05 | 『増刊ヤングガンガンビッグ』 から継続                                                               |
| 03    | 俺の彼女と幼なじみが修羅場すぎる+H                                                        | 稲瀬信也 （漫画）                                                 | 裕時悠示 （原作） るろお （キャラクター原案）                                                  | 2011.01 | 2012.11 | |
| 04    | 学園革命伝ミツルギ なかよし                                                               | 行徒 （作画）                                                     | 河田雄志 （原作）                                                                              | 2011.01 | 2012.08 | ←『ヤングガンガン』                                                                                 |
| 05    | 彼女と彼女のBehavior                                                                      | 香                                                                | －                                                                                             | 2011.01 | 2012.08 | |
| 06    | 教育。                                                                                    | 蔵人健吾                                                          | －                                                                                             | 2011.01 | 2012.05 | |
| 07    | くーろんず                                                                                | ダ・ヴィンチ・恐山                                                | －                                                                                             | 2011.01 | 2015.04 | 『ガンガンONLINE』と並行連載                                                                        |
| 08    | 群青                                                                                      | 桐原いづみ （作画）                                               | 坂本虹 （原作）                                                                                | 2011.01 | 2014.08 | |
| 09    | 極道チェリー                                                                              | 末須あゆみ                                                        | －                                                                                             | 2011.01 | 2012.04 | 『増刊ヤングガンガンビッグ』 から継続                                                               |
| 10    | サーバント×サービス                                                                       | 高津カリノ                                                        | －                                                                                             | 2011.01 | 2014.07 | 『増刊ヤングガンガンビッグ』 から継続                                                               |
| 11    | 西悠々記                                                                                  | 忍                                                                | －                                                                                             | 2011.01 | 2013.05 | |
| 12    | 咲日和                                                                                    | 木吉紗                                                            | －                                                                                             | 2011.01 | 2018.04 | 『ヤングガンガン』と並行連載                                                                        |
| 13    | シスターハニービスケット                                                                  | おみおみ                                                          | －                                                                                             | 2011.01 | 2012.11 | 『増刊ヤングガンガンビッグ』 から継続                                                               |
| 14    | シスプラス                                                                                | 勇人                                                              | －                                                                                             | 2011.01 | 2014.02 | → 『ヤングガンガン』 『増刊ヤングガンガンビッグ』 から継続                                          |
| 15    | 射 〜Sya〜                                                                                | 大塚志郎                                                          | －                                                                                             | 2011.01 | 2014.02 | 『増刊ヤングガンガンビッグ』 から継続                                                               |
| 16    | ハイスコアガール                                                                          | 押切蓮介                                                          | －                                                                                             | 2011.01 | 2018.10 | 『増刊ヤングガンガンビッグ』 から継続                                                               |
| 17    | 化けてりや                                                                                | たかはし慶行                                                      | －                                                                                             | 2011.01 | 2013.09 | 『増刊ヤングガンガンビッグ』 から継続                                                               |
| 18    | 春になるとウズウズしちゃう                                                                | 藤村歩実                                                          | －                                                                                             | 2011.01 | 2014.03 | |
| 19    | 雛見沢停留所 〜ひぐらしのなく頃に原典〜                                                   | ともぞ （作画）                                                   | 竜騎士07 （原作・監修）                                                                        | 2011.01 | 2012.08 | |
| 20    | ペコロス                                                                                  | シバユウスケ                                                      | －                                                                                             | 2011.01 | 2013.08 | 『増刊ヤングガンガンビッグ』 から継続                                                               |
| 21    | 輪廻のラグランジェ                                                                        | IsII （漫画）                                                     | Production I.G （原作）                                                                        | 2011.01 | 2013.03 | |
| 22    | 階段途中のビッグ・ノイズ                                                                  | 亀屋樹 （作画）                                                   | 越谷オサム （原作）                                                                            | 2011.02 | 2014.04 | |
| 23    | 春日野ジャズ。                                                                            | 有田恵一郎                                                        | －                                                                                             | 2011.02 | 2012.05 | |
| 24    | キャンディポップナイトメア                                                                | 氷川へきる                                                        | －                                                                                             | 2011.02 | 2016.08 | |
| 24.5  | Ｚ                                                                                        | Ｚ                                                                | 2012年                                                                                         | 2012    | 2012    | Ｚ                                                                                                  |
| 25    | ふたごザウルス                                                                            | 大島永遠                                                          | －                                                                                             | 2012.01 | 2013.07 | |
| 26    | ぷらんく                                                                                  | 笹桐ゆうや                                                        | －                                                                                             | 2012.01 | 2013.01 | 『ニコニコ漫画』と並行連載                                                                          |
| 27    | ユーベルブラット                                                                          | 塩野干支郎次                                                      | －                                                                                             | 2012.01 | 2019.04 | 『増刊ヤングガンガンビッグ』 から継続                                                               |
| 28    | アイドルは××××なんてしませんッ!                                                           | 柚木涼太                                                          | －                                                                                             | 2012.02 | 2013.12 | |
| 29    | きらきらステッチ                                                                          | いちかわ暖                                                        | －                                                                                             | 2012.02 | 2012.04 | |
| 30    | 男子の知らない“○○女子”の世界                                                              | キャンディーサトウ                                                | －                                                                                             | 2012.02 | 2015.03 | 読み切りから昇格                                                                                    |
| 31    | サカサマのパテマ another side                                                             | toi8 （漫画）                                                     | 吉浦康裕 （原案）                                                                              | 2012.04 | 2013.09 | |
| 32    | 回転る賢者のシュライブヴァーレ                                                            | 星屑七号                                                          | －                                                                                             | 2012.04 | 2014.05 | |
| 33    | ゆずべんとう                                                                              | 葵梅太郎                                                          | －                                                                                             | 2012.05 | 2013.06 | 読み切りから昇格                                                                                    |
| 34    | よいこの君主論                                                                            | ミサオ （漫画）                                                   | 架神恭介 / 辰巳一世 （原作） 川奈梶馬、M.W、天然君ii マエサキ （キャラクター原案）             | 2012.05 | 2013.05 | |
| 35    | 009 RE:CYBORG                                                                             | 麻生我等 （漫画）                                                 | 石ノ森章太郎 （原作） 神山健治 （ストーリー） Production I.G/サンジゲン （アニメーション制作） | 2012.06 | 2015.10 | |
| 36    | 伏 少女とケモノの烈花譚                                                                   | hakus （作画）                                                    | 桜庭一樹 （原作） 続真琴 （脚色構成）                                                          | 2012.07 | 2014.04 | |
| 37    | エスとエフ                                                                                | 渡辺しま                                                          | －                                                                                             | 2012.08 | 2013.09 | |
| 38    | ラブカレンダー                                                                            | 水瀬マユ （漫画）                                                 | DECO*27 （原案） 坂本ヒメミ （アートディレクター）                                             | 2012.09 | 2013.08 | |
| 39    | クズの本懐                                                                                | 横槍メンゴ                                                        | －                                                                                             | 2012.10 | 2017.04 | |
| 40    | やはり俺の青春ラブコメはまちがっている。 -妄言録-                                         | 佳月玲茅 （漫画）                                                 | 渡航 （原作） ぽんかん⑧ （キャラクター原案）                                                   | 2012.10 | 2023.05 | |
| 41    | アイドルマスター シンデレラガールズ ロッキングガール                                      | ハマちょん （漫画）                                               | バンダイナムコゲームス （原作）                                                                | 2012.11 | 2017.04 | |
| 42    | アイドルマスター シンデレラガールズ 本日のアイドルさん/デレラジさん                       | 木吉紗 （漫画）                                                   | バンダイナムコゲームス （原作）                                                                | 2012.12 | 2013.08 | |
| 43    | 晴れ、ときどきミリオンアーサー                                                            | とりうみいたち                                                    | －                                                                                             | 2012.12 | 2013.11 | |
| 43.5  | Ｚ                                                                                        | Ｚ                                                                | 2013年                                                                                         | 2013    | 2013    | Ｚ                                                                                                  |
| 44    | 俺の彼女と幼なじみが修羅場すぎる 愛                                                       | 睦茸 （漫画）                                                     | 裕時悠示 （原作） るろお （キャラクター原案）                                                  | 2013.01 | 2013.09 | |
| 45    | ローズガンズデイズ 哀愁のクロスナイフ                                                     | 髙木勇志 （漫画）                                                 | 竜騎士07 （原作・監修）                                                                        | 2013.01 | 2013.11 | |
| 46    | 「それは白い帽子ですか?」 「いいえ、僕のブリーフです」                                    | 蒸し餃子                                                          | －                                                                                             | 2013.02 | 2014.05 | 『ニコニコ漫画』と並行連載                                                                          |
| 47    | おしげりなんし 篭鳥探偵・芙蓉の夜伽噺                                                     | 丸山朝ヲ （漫画）                                                 | 加藤実秋 （原作） わたり （構成）                                                              | 2013.05 | 2015.09 | |
| 48    | どらっぐ おん どらぐーん ウタヒメファイブ                                                 | IsII （漫画）                                                     | 映島巡 （脚本） ヨコオタロウ （監修）                                                          | 2013.05 | 2015.01 | |
| 49    | 俺の馬は絶対にかわいい!!                                                                  | 関ヨウコ                                                          | －                                                                                             | 2013.06 | 2015.05 | |
| 50    | BAMBOO BLADE C                                                                            | 高尾じんぐ （作画）                                               | 土塚理弘 （原作）                                                                              | 2013.06 | 2016.09 | |
| 51    | ACCA13区監察課                                                                            | オノ・ナツメ                                                      | －                                                                                             | 2013.07 | 2016.11 | |
| 52    | 小南正太郎、家から出るをはじめました。                                                    | いちかわ暖                                                        | －                                                                                             | 2013.07 | 2014.11 | 『ガンガンONLINE』 と並行連載                                                                       |
| 53    | 少年少女18禁                                                                              | くずしろ                                                          | －                                                                                             | 2013.08 | 2014.11 | 読み切りから昇格                                                                                    |
| 54    | 冴えない彼女の育てかた 恋するメトロノーム                                                 | 武者サブ （漫画）                                                 | 丸戸史明 （原作） 深崎暮人 （キャラクター原案）                                                | 2013.09 | 2018.05 | |
| 55    | 蝉丸ルール                                                                                | 木吉紗                                                            | －                                                                                             | 2013.09 | 2013.09 | |
| 56    | のうりん プチ                                                                             | 琴慈 （漫画）                                                     | 白鳥士郎 （原作） 切符 （キャラクター原案）                                                    | 2013.09 | 2014.09 | |
| 57    | シノハユ                                                                                  | 五十嵐あぐり （作画）                                             | 小林立 （原作）                                                                                | 2013.10 | 連載中  | |
| 58    | STEAL AND DEAD                                                                            | 三部けい                                                          | －                                                                                             | 2013.10 | 2014.10 | 長期休載 → 連載終了                                                                                 |
| 59    | アカメが斬る!零                                                                           | 戸流ケイ （作画）                                                 | タカヒロ （原作）                                                                              | 2013.11 | 2019.02 | |
| 60    | SHIORI EXPERIENCE ジミなわたしとヘンなおじさん                                            | 長田悠幸 町田一八                                                 | －                                                                                             | 2013.11 | 連載中  | 『ギター・マガジン』 で番外編連載                                                                   |
| 61    | シャドルーのベガさん                                                                      | 大和田秀樹                                                        | カプコン （原案）                                                                              | 2013.11 | 2014.11 | |
| 62    | BBデフォルメ                                                                              | 土塚理弘 亜積沙紀                                                 | －                                                                                             | 2013.11 | 2016.09 | |
| 63    | インディゴの夜                                                                            | 白木苺 （作画）                                                   | 加藤実秋 （原作） 中村朝 （構成・背景設定）                                                    | 2013.12 | 2016.03 | |
| 64    | Romsen Saga                                                                               | ゴツボ☆マサル                                                     | －                                                                                             | 2013.12 | 2016.06 | |
| 64.5  | Ｚ                                                                                        | Ｚ                                                                | 2014年                                                                                         | 2014    | 2014    | Ｚ                                                                                                  |
| 65    | 結婚指輪物語                                                                              | めいびい                                                          | －                                                                                             | 2014.01 | 2024.09 | |
| 66    | 投票げぇむ あなたに黒き一票を                                                             | たつひこ （作画）                                                 | ごぉ （原作） CHIHIRO （構成）                                                                 | 2014.05 | 2015.09 | |
| 67    | ROSE GUNS DAYS Last Season                                                                | 座紀光倫 （作画）                                                 | 竜騎士07 （原作・監修）                                                                        | 2014.05 | 2015.07 | |
| 68    | 一鬼夜行                                                                                  | 森川侑 （漫画）                                                   | 小松エメル （原作）                                                                            | 2014.06 | 2016.01 | |
| 69    | 公務ですから!                                                                             | 清水ユウ （作画）                                                 | 坂口いく （原作・絵コンテ）                                                                    | 2014.06 | 2015.11 | 読み切りから昇格                                                                                    |
| 70    | 無生の殺鬼 〜逢魔の血脈〜                                                                 | 細川真義                                                          | －                                                                                             | 2014.06 | 2014.08 | 読み切りから昇格                                                                                    |
| 71    | 俺、ツインテールになります。π                                                             | 柚木涼太 （漫画）                                                 | 水沢夢 （原作） 春日歩 （キャラクター原案）                                                    | 2014.09 | 2015.07 | |
| 72    | 神在月に会いましょう。                                                                    | 霜月みれ                                                          | －                                                                                             | 2014.09 | 2014.11 | |
| 73    | selector infected WIXOSS -Re/verse-                                                       | めきめき （漫画）                                                 | LRIG （原作） 岡田麿里 （ストーリー原案）                                                      | 2014.10 | 2015.11 | |
| 74    | 代官山チョコレートポレン                                                                  | 小花オト                                                          | －                                                                                             | 2014.10 | 2014.12 | |
| 75    | 闇芝居（キ）                                                                              | オムニバス形式                                                    | 熊本浩武 （原案）                                                                              | 2014.11 | 2015.01 | |
| 76    | 葬除屋XRAID                                                                               | しほうあきら （漫画）                                             | 生田さやか INDIVISION （原作）                                                                 | 2014.12 | 2016.08 | 第1部完                                                                                             |
| 77    | Re:ゼロから始める異世界生活 第二章 屋敷の一週間編                                         | 楓月誠 （漫画）                                                   | 長月達平 （原作） 大塚真一郎 （キャラクター原案）                                              | 2014.12 | 2017.11 | 本編は2017年Vol.1で最終回 以降は短編を掲載                                                          |
| 75.5  | Ｚ                                                                                        | Ｚ                                                                | 2015年                                                                                         | 2015    | 2015    | Ｚ                                                                                                  |
| 78    | 君死ニタマフ事ナカレ                                                                      | 森山大輔 （作画）                                                 | ヨコオタロウ （原作） 倉花千夏 （制服デザイン原案）                                            | 2015.01 | 2020.09 | |
| 79    | 銀河ロケットにお葉書ください                                                              | 太田優姫 （漫画）                                                 | 太田垣康男 スタジオ・トア （原作・脚本）                                                       | 2015.05 | 2016.09 | |
| 80    | 銀彩の川                                                                                  | 倉田嘘 （作画）                                                   | 萱島のぞみ （原作） 黒田一樹 （監修）                                                          | 2015.06 | 2016.11 | |
| 81    | アオイココロが地球を割る(削る)                                                            | 栗井茶                                                            | －                                                                                             | 2015.07 | 2016.02 | |
| 82    | 魔法少女特殊戦あすか                                                                      | 刻夜セイゴ （作画）                                               | 深見真 （原作） 田村尚也 （軍事設定協力）                                                      | 2015.07 | 2021.03 | |
| 83    | 非日常的なネパール滞在記                                                                  | 三部けい                                                          | －                                                                                             | 2015.08 | 2018.08 | |
| 84    | そんぐり!                                                                                 | 藤咲ユウ                                                          | －                                                                                             | 2015.09 | 2016.11 | |
| 85    | 立-Ritz-                                                                                  | 大和田秀樹                                                        | －                                                                                             | 2015.09 | 2015.12 | |
| 86    | 祝姫                                                                                      | タナカトモ （作画）                                               | 竜騎士07 （脚本） 株式会社DMM.comラボ （原作・監修） 和遥キナ （キャラクター原案）             | 2015.10 | 2016.08 | |
| 87    | 哲学ゾンビの語り得ない滞納                                                                | とりうみいたち （漫画）                                           | ダ・ヴィンチ・恐山 （原作）                                                                    | 2015.10 | 2015.12 | 読み切りから昇格                                                                                    |
| 87.5  | Ｚ                                                                                        | Ｚ                                                                | 2016年                                                                                         | 2016    | 2016    | Ｚ                                                                                                  |
| 88    | Dimension W                                                                               | 岩原裕二                                                          | －                                                                                             | 2016.01 | 2019.07 | ←『ヤングガンガン』                                                                                 |
| 89    | 新 闇狩人                                                                                 | 細川真義 （作画）                                                 | 坂口いく （原作・絵コンテ）                                                                    | 2016.04 | 2017.07 | 『Z』に移籍し「闇狩人Δ」に タイトルを変更して継続                                                   |
| 90    | 小5な彼女とオトナの愛                                                                     | 睦茸 （作画）                                                     | 裕時悠示 （原作）                                                                              | 2016.05 | 2018.10 | |
| 91    | ゴブリンスレイヤー                                                                        | 黒瀬浩介 （作画）                                                 | 蝸牛くも （原作） 神奈月昇 （キャラクター原案）                                                | 2016.06 | 連載中  | 『ビッグガンガン』掲載版を 『ガンガンONLINE』に再掲載                                               |
| 92    | 怜-Toki-                                                                                  | めきめき （漫画）                                                 | 小林立 （原案）                                                                                | 2016.07 | 連載中  | |
| 93    | qtμt                                                                                      | ふみふみこ （漫画）                                               | さやわか （原作）                                                                              | 2016.08 | 2017.11 | 「LINEマンガ」に移籍                                                                                |
| 94    | ソドムの市                                                                                | 田中文                                                            | －                                                                                             | 2016.09 | 2017.09 | |
| 95    | 幽霊の正体見たり、枯れ頭。                                                                | 小花オト                                                          | －                                                                                             | 2016.10 | 2018.04 | |
| 96    | 怪異撲滅ミンチちゃん                                                                      | ささきゆうちゃん                                                  | －                                                                                             | 2016.12 | 2017.12 | |
| 96.5  | Ｚ                                                                                        | Ｚ                                                                | 2017年                                                                                         | 2017    | 2017    | Ｚ                                                                                                  |
| 97    | ACCA13区監察課 P.S.                                                                       | オノ・ナツメ                                                      | －                                                                                             | 2017.01 | 2017.11 | |
| 98    | 薬屋のひとりごと                                                                          | ねこクラゲ （作画）                                               | 日向夏 （原作） 七緒一綺 （構成） しのとうこ （キャラクター原案）                              | 2017.06 | 連載中  | |
| 99    | ヒノワが征く!                                                                             | strelka （作画）                                                  | タカヒロ （原作）                                                                              | 2017.07 | 2022.07 | |
| 100   | なつやすみの友                                                                            | 雨野さやか                                                        | －                                                                                             | 2017.08 | 2018.01 | |
| 101   | クズの本懐 décor                                                                          | 横槍メンゴ                                                        | －                                                                                             | 2017.12 | 2018.06 | |
| 102   | ブサメンガチファイター                                                                    | 上月ヲサム （漫画）                                               | 弘松涼 （原作）                                                                                | 2017.12 | 2021.01 | |
| 102.5 | Ｚ                                                                                        | Ｚ                                                                | 2018年                                                                                         | 2018    | 2018    | Ｚ                                                                                                  |
| 103   | Jog! Jog! Jog!                                                                            | つづら涼                                                          | －                                                                                             | 2018.05 | 2019.04 | |
| 104   | ゴブリンスレイヤー：ブランニュー・デイ                                                    | 池野雅博 （作画）                                                 | 蝸牛くも （原作） 神奈月昇 （キャラクター原案）                                                | 2018.06 | 2019.06 | |
| 105   | しらたまめぐり                                                                            | 有馬ツカサ                                                        | －                                                                                             | 2018.06 | 2018.12 | 短期集中連載                                                                                        |
| 106   | フェンリル                                                                                | 大西実生子 （漫画）                                               | 赤松中学 （原作）                                                                              | 2018.09 | 2021.12 | |
| 107   | ナナホシとタチバナ                                                                        | 雨野さやか                                                        | －                                                                                             | 2018.09 | 2019.06 | |
| 108   | 戦国BASARA -猿飛佐助 影忍伝-                                                              | 漆児皐 （漫画）                                                   | カプコン （監修・協力）                                                                        | 2018.10 | 2019.08 | |
| 109   | 父は英雄、母は精霊、娘の私は転生者。                                                      | 大堀ユタカ （作画）                                               | 松浦 （原作） keepout （キャラクター原案）                                                     | 2018.10 | 連載中  | |
| 110   | フェイク・リベリオン                                                                      | ささきゆうちゃん                                                  | －                                                                                             | 2018.12 | 2019.11 | |
| 110.5 | Ｚ                                                                                        | Ｚ                                                                | 2019年                                                                                         | 2019    | 2019    | Ｚ                                                                                                  |
| 111   | 千剣の魔術師と呼ばれた剣士                                                                | 黒須恵麻 （作画）                                                 | 高光晶 （原作） Gilse （キャラクター原案）                                                     | 2019.01 | 連載中  | |
| 112   | BADON                                                                                     | オノ・ナツメ                                                      | －                                                                                             | 2019.02 | 2024.04 | |
| 113   | 史上最強の大魔王、村人Aに転生する                                                         | こぼたみずほ （作画）                                             | 下等妙人 （原作） 水野早桜 （キャラクター原案）                                                | 2019.03 | 2022.08 | |
| 114   | モンスタブー                                                                              | TALI （作画）                                                     | 高橋悠也 （原作）                                                                              | 2019.07 | 2021.06 | |
| 115   | ライオンサイズユニバース 〜広すぎる庭に2万人もいる学友〜                                  | 木吉紗                                                            | －                                                                                             | 2019.07 | 2020.02 | |
| 116   | 僕はまた、きみにさよならの数を見る                                                        | 永椎晃平 （作画）                                                 | 霧友正規 （原作）                                                                              | 2019.08 | 2020.07 | |
| 117   | 朝比奈若葉と○○な彼氏                                                                      | ヒゲ （作画）                                                     | 間孝史 （原作） 桃餅 （キャラクター原案）                                                      | 2019.12 | 2021.08 | |
| 117.5 | Ｚ                                                                                        | Ｚ                                                                | 2020年                                                                                         | 2020    | 2020    | Ｚ                                                                                                  |
| 118   | ハイスコアガールDASH                                                                      | 押切蓮介                                                          | －                                                                                             | 2020.01 | 連載中  | |
| 119   | 【配信中】女神チャンネル! え、これ売名ですの!?                                            | 近江のこ （作画）                                                 | 徳山銀次郎 （原作） shri （キャラクター原案）                                                  | 2020.01 | 2021.07 | |
| 120   | ほとめくかかし                                                                            | たつひこ                                                          | －                                                                                             | 2020.01 | 2021.05 | |
| 121   | Deep Insanity NIRVANA                                                                     | 塩野干支郎次 （漫画）                                             | 海法紀光 / 深見真 （原案）                                                                     | 2020.02 | 2023.04 | |
| 122   | ママごと―小学生ママと大人のムスメ―                                                        | つづら涼                                                          | －                                                                                             | 2020.02 | 2021.10 | |
| 123   | 咲-Saki- 阿知賀編 episode of side-A                                                       | 五十嵐あぐり （作画）                                             | 小林立 （原作）                                                                                | 2020.04 | 連載中  | |
| 124   | 日和ちゃんのお願いは絶対                                                                  | 有馬ツカサ （作画）                                               | 岬鷺宮 （原作）                                                                                | 2020.10 | 2022.02 | |
| 125   | 閻魔堂沙羅の推理奇譚                                                                      | 柴田孫四郎 （作画） irom （構成）                                 | 木元哉多 （原作） 望月けい （キャラクター原案）                                                | 2020.11 | 2021.12 | |
| 126   | おいしい給食                                                                              | 麻生我等 （作画）                                                 | AMG出版 （原作）                                                                               | 2020.11 | 2021.10 | |
| 127   | 目々盛くんには敵わない                                                                    | もりこっこ                                                        | －                                                                                             | 2020.11 | 連載中  | 休載中                                                                                              |
| 127.5 | Ｚ                                                                                        | Ｚ                                                                | 2021年                                                                                         | 2021    | 2021    | Ｚ                                                                                                  |
| 128   | 嘘とキスは放課後に                                                                        | 目玉焼き                                                          | －                                                                                             | 2021.04 | 2022.04 | |
| 129   | 現実でラブコメできないとだれが決めた?                                                     | カタケイ （作画）                                                 | 初鹿野創 （原作） 椎名くろ （キャラクター原案）                                                | 2021.07 | 2022.10 | |
| 130   | 〆切前には百合が捗る                                                                      | さきだ咲紀 （作画）                                               | 平坂読 （原作） 鈴木マナツ （構成） U35 （キャラクター原案）                                   | 2021.11 | 2022.12 | →マンガUP!に移籍                                                                                    |
| 131   | わたしの契約結婚にはウソがある。                                                          | 諸星サロ （作画）                                                 | タナカトモ （原作）                                                                            | 2021.11 | 2023.05 | |
| 132   | ひぐらしのなく頃に令 星渡し編                                                             | 刻夜セイゴ （漫画）                                               | 竜騎士07 （原作）                                                                              | 2021.12 | 2022.10 | |
| 134.5 | Ｚ                                                                                        | Ｚ                                                                | 2022年                                                                                         | 2022    | 2022    | Ｚ                                                                                                  |
| 133   | 剣仙鏢局 ケンセンヒョウキョク                                                             | 真じろう （漫画）                                                 | 深見真 （原作）                                                                                | 2022.01 | 2023.06 | |
| 134   | ひきこまり吸血姫の悶々                                                                    | りいちゅ （漫画・キャラクター原案）                               | 小林湖底 （原作）                                                                              | 2022.01 | 2025.05 | |
| 135   | ぼくの毒姫は今日もかわいい                                                                | 咲竹ちひろ                                                        | －                                                                                             | 2022.02 | 2023.06 | |
| 136   | ロクレイ -天成市りんね区役所第六感部助霊課活動記-                                         | 地主                                                              | －                                                                                             | 2022.02 | 2025.05 | |
| 137   | 君に二度目のさよならを。                                                                  | 蛸川蛸丸 （作画）                                                 | タナカトモ （原作）                                                                            | 2022.05 | 2024.03 | |
| 138   | スター・ウォーズ:ビジョンズ                                                               | 白浜鴎 （漫画） 春壱 （漫画） 大沢祐輔 （漫画） 左藤圭右 （漫画） | ルーカスフィルム （監修） ウォルト・ディズニー・カンパニー （原案）                            | 2022.06 | 2022.09 | |
| 139   | スター・ウォーズ:マンダロリアン                                                           | 大沢祐輔 （漫画）                                                 | ルーカスフィルム （監修） ウォルト・ディズニー・カンパニー （原案）                            | 2022.06 | 2024.11 | |
| 140   | 獄卒クラーケン                                                                            | 戸流ケイ （作画）                                                 | タカヒロ （原作）                                                                              | 2022.09 | 連載中  | |
| 141   | スーパーの裏でヤニ吸うふたり                                                              | 地主                                                              | －                                                                                             | 2022.09 | 連載中  | |
| 142   | 男装のパルトナー                                                                          | 浅月のりと                                                        | －                                                                                             | 2022.10 | 2023.12 | 2023年Vo.05にて休載発表後 執筆継続困難により連載終了                                                |
| 142.5 | Ｚ                                                                                        | Ｚ                                                                | 2023年                                                                                         | 2023    | 2023    | Ｚ                                                                                                  |
| 143   | ゴブリンスレイヤー デイ・イン・ザ・ライフ                                                 | マツセダイチ （作画）                                             | 蝸牛くも （原作） 神奈月昇 （キャラクター原案）                                                | 2023.01 | 2024.12 | |
| 144   | モスクワ2160                                                                              | 関根光太郎 （作画）                                               | 蝸牛くも （原作） 神奈月昇 （キャラクター原案）                                                | 2023.01 | 連載中  | |
| 145   | お伽の匣のレト                                                                            | 三部けい                                                          | 一般社団法人 阿寒アイヌコンサルン （助言・協力）                                               | 2023.04 | 2025.03 | 第一部完 2025年Vo.04から休載                                                                        |
| 146   | 俺より弱いやつに会いに行く                                                                | 押切蓮介                                                          | －                                                                                             | 2023.08 | 2024.07 | |
| 146.5 | Ｚ                                                                                        | Ｚ                                                                | 2024年                                                                                         | 2024    | 2024    | Ｚ                                                                                                  |
| 147   | ユーベルブラットII 死せる王の騎士団                                                       | 塩野干支郎次                                                      | －                                                                                             | 2024.03 | 連載中  | 『ユーベルブラット』の新章                                                                          |
| 148   | 神様が見てないから                                                                        | 麦野イヌ （作画）                                                 | 伊角香 （原作）                                                                                | 2024.04 | 2025.08 | |
| 149   | となりの猫と恋知らず                                                                      | あきのこ                                                          | －                                                                                             | 2024.05 | 連載中  | ←X（旧Twitter）から移籍                                                                             |
| 150   | ルビー・オンザ・ケーキ-人喰い魔女の晩餐会-                                                | 森永ミキ                                                          | －                                                                                             | 2024.05 | 連載中  | |
| 151   | 学園潜水艦隊マーメイドガールズ                                                            | 刻夜セイゴ （作画）                                               | 深見真 （原作）                                                                                | 2024.06 | 連載中  | |
| 152   | 美夜ちゃんのきゅーいんライフ！                                                            | 降本孟                                                            | －                                                                                             | 2024.07 | 連載中  | |
| 153   | ゆるすいんぐ                                                                              | 五十嵐あぐり （作画）                                             | さらぞう （原作）                                                                              | 2024.07 | 連載中  | |
| 154   | 不良少年に飯を食わす                                                                      | まじさわ                                                          | －                                                                                             | 2024.08 | 連載中  | 休載中                                                                                              |
| 155   | 僕の最後の失敗                                                                            | 福満しげゆき                                                      | －                                                                                             | 2024.12 | 2025.04 | |
| 155.5 | Ｚ                                                                                        | Ｚ                                                                | 2025年                                                                                         | 2025    | 2025    | Ｚ                                                                                                  |
| 156   | ブサメンガチファイターSSS                                                                 | 上月ヲサム （漫画）                                               | 弘松涼 （原作）                                                                                | 2025.01 | 連載中  | 『ブサメンガチファイター』の続編。                                                                  |
| 157   | アンタと幼なじみってだけでもイヤなのに！〜絶交から始まるS級美少女との学園成り上がり生活〜 | とうのきり （作画）                                               | 裕時悠示 （原作） 藤真拓哉 （キャラクター原案）                                                | 2025.04 | 連載中  | 原作小説のタイトルは『S級学園の自称『普通』、可愛すぎる彼女たちにグイグイ来られてバレバレです。』。 |
| 999   | あ                                                                                        | あ                                                                | あ行                                                                                           | 9999.99 | 9999.99 | Ｚ                                                                                                  |
| 999   | か                                                                                        | か                                                                | か行                                                                                           | 9999.99 | 9999.99 | Ｚ                                                                                                  |
| 999   | さ                                                                                        | さ                                                                | さ行                                                                                           | 9999.99 | 9999.99 | Ｚ                                                                                                  |
| 999   | た                                                                                        | た                                                                | た行                                                                                           | 9999.99 | 9999.99 | Ｚ                                                                                                  |
| 999   | な                                                                                        | な                                                                | な行                                                                                           | 9999.99 | 9999.99 | Ｚ                                                                                                  |
| 999   | は                                                                                        | は                                                                | は行                                                                                           | 9999.99 | 9999.99 | Ｚ                                                                                                  |
| 999   | ま                                                                                        | ま                                                                | ま行                                                                                           | 9999.99 | 9999.99 | Ｚ                                                                                                  |
| 999   | や                                                                                        | や                                                                | や行                                                                                           | 9999.99 | 9999.99 | Ｚ                                                                                                  |
| 999   | ら                                                                                        | ら                                                                | ら行                                                                                           | 9999.99 | 9999.99 | Ｚ                                                                                                  |
| 999   | わ                                                                                        | わ                                                                | わ行                                                                                           | 9999.99 | 9999.99 | Ｚ                                                                                                  |
| 999   | Ｚ                                                                                        | Ｚ                                                                | なし                                                                                           | 9999.99 | 9999.99 | Ｚ                                                                                                  |
| 999   | Ｚ                                                                                        | Ｚ                                                                | 連載中                                                                                         | 9999.99 | 5000.00 | Ｚ                                                                                                  |
| 999   | Ｚ                                                                                        | Ｚ                                                                | 休載中                                                                                         | 9999.99 | 7000.00 | Ｚ                                                                                                  |

## 増刊ヤングガンガンビッグ時代の掲載作品

### Vol.03
- 牙の旅商人 特別編（原作：七月鏡一 作画：梟）
- シスプラス（勇人）
- セキレイ 番外編 出雲荘ノ花嫁（極楽院櫻子）
- ハイスコアガール（押切蓮介）
- 青い恋人（まばん）
- マンガ家さんとアシスタントさんと 出張版（ヒロユキ）
- イビルばーじん（あわ箱）
- サーバント×サービス（高津カリノ）
- WORKING!! 青春でいず☆(3)（高津カリノ）
- Übel Blatt（塩野干支郎次）
- 地獄のオルフェ（忍）
- うみねこのなく頃に翼（原作・監修：竜騎士07 作画：伊東フミ）
- ペコロス（シバユウスケ）
- 少年探偵 犬神ゲル（ゴツボ☆マサル）
- AQ×AK3（氷川へきる）
- 射 〜Sya〜（大塚志郎）
- アキラとひより（桐原いづみ）
- シスターハニービスケット（おみおみ）
- 春になるとウズウズしちゃう(1)（藤村歩実）
- えすとえふ（渡辺しま）
- うまそかり（ああああ）
- めがねーちゃん（私屋カヲル）
- 春になるとウズウズしちゃう(2)（藤村歩実）
- 学園革命伝ミツルギ なかよし（原作：河田雄志 作画：行徒）
- よりぬき!! 学園革命伝ミツルギ（原作：河田雄志 作画：行徒）
- 化けてりや（たかはし慶行）
- げきぶの。SUMMER（くずしろ）
- 極道チェリー（未須あゆみ）
- 彼女と彼女のBehavior（香）
- ハローブレーメン（龍彦）
- くまさんとピストル（いちかわ暖）
- 男子の知らない“○○女子”の世界（キャンディーサトウ）
- 原始のチカラ（坂本太郎）
- 天体戦士サンレッド 巻末フルカラーSP! アニソル日記（くぼたまこと）

### Vol.02
- 咲-Saki- 番外編（小林立）
- シスターハニービスケット（おみおみ）
- ドラゴンクエスト列伝 ロトの紋章〜紋章を継ぐ者達へ〜 外伝（作画：藤原カムイ 脚本：梅村崇 監修：堀井雄二）
- シスプラス（勇人）
- サーバント×サービス（高津カリノ）
- イビルば〜じん（あわ箱）
- ペコロス（シバユウスケ）
- WORKING!! 青春でいず編（高津カリノ）
- 荒川アンダー ザ ブリッジ X話（中村光）
- うみねこのなく頃に翼（原作・監修：竜騎士07 作画：伊東フミ）
- 大江戸探偵ゑれきてる（脚本：俵喜都 作画：蜷川ヤエコ 原作：久生十蘭「平賀源内捕物帳」）
- 地獄のオルフェ（忍）
- 化けてりや（たかはし慶行）
- オシエシラバス 外伝（高尾じんぐ）
- ハイスコアガール（押切蓮介）
- もももも（氷川へきる）
- アキラとひより（桐原いづみ）
- 射（大塚志郎）
- 天体戦士サンレッド 特別編（くぼたまこと）
- 彼女と彼女のBehavior（香）
- マトカランプ（トミイマサコ）
- げきぶの。（くずしろ）
- めがねーちゃん（私屋カヲル）
- 春になるとウズウズしちゃう(1)（藤村歩実）
- 1月7日PM4:00（いちかわ暖）
- 少年探偵 犬神ゲル（ゴツボ☆マサル）
- 極道チェリー（未須あゆみ）
- よりぬき!! 学園革命伝ミツルギ（原作：河田雄志 作画：行徒）
- 俺と妹と幼馴染と同級生と先輩と後輩が青春真っ只中（星野蒼一朗）
- 春になるとウズウズしちゃう(2)（藤村歩実）
- 原始のチカラ（坂本太郎）
- +チック姉さん 出張版 巻末フルカラー（栗井茶）

### Vol.01
- WORKING!! 青春編（高津カリノ）
- 牙の旅商人（原作：七月鏡一 作画：梟）
- シスプラス（勇人）
- 魔法女がくる!!（萩尾ノブト）
- ハイスコアガール（押切蓮介）
- 地獄のオルフェ（忍）
- アキラとひより（桐原いづみ）
- 緋弾のアリアAA 特別編（原作：赤松中学 キャラクターデザイン：こぶいち 漫画：橘書画子）
- ピースのおしごと（原作：くぼたまこと 作画：五十嵐あぐり）
- シスター・ハニー・ビスケット（おみおみ）
- 射（大塚志郎）
- げきぶの。（くずしろ）
- 少年探偵 犬神ゲル（ゴツボ☆マサル）
- マンガ家さんとアシスタントさんと 出張版（ヒロユキ）
- 化けてりや（たかはし慶行）
- 大江戸探偵ゑれきてる（脚本：俵喜都 作書：蜷川ヤエコ 原作：久生十蘭「平賀源内捕物帳」より）
- 天使が来たりてウチに住む（なりた園絵）
- サーバント×サービス（高津カリノ）
- アストロベリー（金田一蓮十郎）
- 天体戦士サンレッド 特別編（くぼたまこと）
- 量子的な彼女（原作：薗田正弘 作画：葵梅太郎）
- 春になるとウズウズしちゃう（藤村歩実）
- 聖典の奇跡調査官（佐藤真由）
- よりぬき!! 学園革命伝ミツルギ（原作：河田雄志 作画：行徒）
- 極道チェリー（未須あゆみ）
- 有栖死書葬儀書店（ノズエ）
- 神々の食卓（坂本太郎）
- AQ×AK（氷川へきる）

## 増刊ヤングガンガン時代の掲載作品
（太字は増刊発売時点で、ヤングガンガンで連載したことがある作品。記載順は公式サイトに準拠）

### Vol.11
- 牙の旅商人 〜The Arms Peddler〜 特別編（原作：七月鏡一 作画：梟、2010年10号-）
- ドラゴンクエスト列伝 ロトの紋章 〜紋章を継ぐ者達へ〜 外伝（監修：堀井雄二 脚本：映島巡 作画：藤原カムイ、2004年創刊号-）
- 学園革命伝ミツルギ 外伝 てちけて!!レインボーファイター31（原作：河田雄志 作画：行徒妹、2010年20号-）
- 魔法女がくる!!（萩尾ノブト）
- マンガ家さんとアシスタントさんと 出張編（ヒロユキ、2008年4号-）
- カノジョは官能小説家 特別編（後藤晶、2006年22号-2010年18号）
- サーバント×サービス（高津カリノ）
- めがねーちゃん（私屋カヲル）
- ヒトメモエ（蜷川ヤエコ）
- 射（大塚志郎）
- 子が生まれてからというもの……（おおひなたごう）
- 少年探偵犬神ゲル（ゴツボ☆マサル、2004年創刊号-2006年19号、ヤングガンガンより移籍）
- 僕のアイドロイド（瀬口たかひろ、2008年24・2009年1合併号-2009年3号、ヤングガンガンより移籍）
- よみどき!（たかはし慶行）
- シスプラス（勇人）
- プロテインベイビー（栗井茶）
- ぱにぽに 番外編（氷川へきる、月刊Gファンタジー）
- Calm Before the Storm（三輪ヨシユキ）
- アストロベリー（金田一蓮十郎）
- アキラとひより（桐原いづみ、2009年10号-12号、2009年23号-2010年2号、2010年13号-15号、連載休止中）
- ハイスコアガール（押切蓮介）
- げきぶの。（くずしろ、ガンガンONLINE）
- かみスキ（ワダアルコ）
- P研（鈴木シンタ）
- 田宮くん（原田雅史）
- ビーバライゼーション（闘牛ユキオ）
- 天体戦士サンレッド 特別編（くぼたまこと、2004年創刊号-）

### Vol.10
- セキレイ 番外編（極楽院櫻子、2004年創刊号-）
- ドラゴンクエスト列伝 ロトの紋章 〜紋章を継ぐ者達へ〜 外伝（監修：堀井雄二 脚本：映島巡 作画：藤原カムイ、2004年創刊号-）
- 咲-Saki- 番外編（小林立、2006年12号-）
- シスプラス（勇人）
- 黒神 特別編（原作：林達永 作画：朴晟佑 脚本協力：川美我〈第22話から〉、2004年創刊号-）
- げきぶの。（くずしろ、ガンガンONLINE）
- サーバント×サービス（高津カリノ）
- 魔法女がくる!!（萩尾ノブト）
- 研師の百刀（矢町大成）
- BAMBOO BLADE B 特別編（土塚理弘 & スタジオねこ、月刊少年ガンガン2009年2月号-）
- マンガ家さんとアシスタントさんと 出張編（ヒロユキ、2008年4号-）
- アストロベリー（金田一蓮十郎）
- 少年探偵犬神ゲル（ゴツボ☆マサル、2004年創刊号-2006年19号、ヤングガンガンより移籍）
- 一夏（高尾じんぐ）
- VAMPIRE WING（塩野干支郎次）
- 射（大塚志郎）
- SHOWTIME（備長炭）
- NEW!!（備長炭）
- 荒川アンダー ザ ブリッジ 特別編（中村光、2004年創刊号-）
- 編集奇譚 〜イビツ異聞録〜（了春刀、2009年20号-）
- 僕のアイドロイド（瀬口たかひろ、2008年24・2009年1合併号-2009年3号、ヤングガンガンより移籍）
- カノジョは官能小説家 特別編（後藤晶、2006年22号-）
- クロノスの晩餐（佐藤真由）
- 裏さい4コマ（原作：しろがね杏 作画：柚弦、2008年21号-）
- +チック姉さん（栗井茶）
- 天使の裁量（いとだまる）
- 天体戦士サンレッド 特別編（くぼたまこと、2004年創刊号-）

### Vol.09
- 荒川アンダー ザ ブリッジ アフレコレポート（中村光、2004年創刊号-）
- ドラゴンクエスト列伝 ロトの紋章 〜紋章を継ぐ者達へ〜 外伝（監修：堀井雄二 脚本：映島巡 作画：藤原カムイ、2004年創刊号-）
- マンガ家さんとアシスタントさんと 出張編（ヒロユキ、2008年4号-）
- WORKING!! すぺしゃる版（高津カリノ、2005年1号-）
- サーバント×サービス（高津カリノ）
- アソビバ（小玉有起）
- Brigid（原作：たかしげ宙 作画：朴晟佑〈パク・ソンウ〉）
- めがねーちゃん（私屋カヲル）
- 天体戦士サンレッド 特別編（くぼたまこと、2004年創刊号-）
- 史上最強の嫁チハル（おおひなたごう）
- +チック姉さん（栗井茶）
- 勇者のたうちまわる!（鈴木久仁彦）
- 恐怖! 腰パン狩り（花くまゆうさく）
- もちよりどうぶつえん（闘牛ユキオ）
- ぱんでみ（坂本太郎）
- 男の顔（土塚理弘）
- んぐるわ会報 号外（高尾じんぐ、2008年20号-2010年9号）
- はなまる幼稚園 特別編（勇人、2006年18号-）
- うらさい 特別編 霊音痴探偵 徳永（原作：しろがね杏 作画：柚弦、2008年21号-）
- フダンシズム-腐男子主義- 特別編（もりしげ、2007年15号-）
- うらめしわーく（たかはし慶行）
- 少年探偵犬神ゲル（ゴツボ☆マサル、2004年創刊号-2006年19号、ヤングガンガンより移籍）
- 僕のアイドロイド（瀬口たかひろ、2008年24・2009年1合併号-2009年3号、ヤングガンガンより移籍）
- アストロベリー（金田一蓮十郎）
- 天使の裁量（いとだまる）

### Vol.08
- はなまる幼稚園 特別編（勇人、2006年18号-）
- ドラゴンクエスト列伝 ロトの紋章 〜紋章を継ぐ者達へ〜 外伝（監修：堀井雄二 脚本：映島巡 作画：藤原カムイ、2004年創刊号-）
- 黒神 特別編（原作：林達永〈イム・ダリョン〉 作画：朴晟佑〈パク・ソンウ〉 脚本協力：川美我〈チョン・ミア〉〈第22話から〉、2004年創刊号-）
- 新選組刃義抄 アサギ 外伝（原作：山村竜也 作画：蜷川ヤエコ 構成協力：町田一八、2009年2号-）
- マンガ家さんとアシスタントさんと 出張編（ヒロユキ、2008年4号-）
- DARKER THAN BLACK -流星の双子- 特別編（原作：BONES・岡村天斎 作画：岩原裕二、2009年11号-）
- 咲-Saki- 番外編（小林立、2006年12号-）
- 僕のアイドロイド（瀬口たかひろ、2008年24・2009年1合併号-2009年3号、ヤングガンガンより移籍）
- アストロベリー（金田一蓮十郎）
- ウルトラマリンブルーマン（マブレックス）
- VAMPIRE WING（塩野干支郎次）
- 生きる（笑）（鈴木久仁彦）
- セキレイ 番外編（極楽院櫻子、2004年創刊号-）
- 荒川アンダー ザ ブリッジ 出張版（中村光、2004年創刊号-）
- BAMBOO BLADE×清村くんと杉小路くんろ スペシャルコラボ（原作：土塚理弘 作画：五十嵐あぐり、2004年創刊号-）
- んぐるわ会報 号外（高尾じんぐ、2008年20号-）
- サーバント×サービス（高津カリノ）
- 天使の裁量（いとだまる）
- 天体戦士サンレッド 〜ヤダ☆聞いてない♥SP〜（くぼたまこと、2004年創刊号-）
- 鴉 KARASU 外伝（原作：町田一八 作画：柳ゆき助 キャラクターデザイン：大暮維人 原案：羽原大介 監修：茅野イサム 企画・立案：ワタナベエンターテインメント、2009年19号-）
- 少年探偵犬神ゲル（ゴツボ☆マサル、2004年創刊号-2006年19号、ヤングガンガンより移籍）
- アソビバ（小玉有起）
- すずねの（たかはし慶行）

### Vol.07
- 死がふたりを分かつまで 特別編（原作：たかしげ宙 作画：DOUBLE-S、2005年12号-）
- BAMBOO BLADE 特別編（原作：土塚理弘 作画：五十嵐あぐり、2004年創刊号-）
- はなまる幼稚園 特別編（勇人、2006年18号-）
- 少年探偵犬神ゲル（ゴツボ☆マサル、2004年創刊号-2006年19号、ヤングガンガンより移籍）
- サーバント×サービス（高津カリノ）
- フダンシズム-腐男子主義- 特別編（もりしげ、2007年15号-）
- 人形回廊 〜イビツ異聞録〜（了春刀、2009年20号-）
- セキレイ 特別番外編（極楽院櫻子、2004年創刊号-）
- 京都ぶらり温泉 おちばーゆ（たかはし慶行）
- アソビバ（小玉有起）
- 天体戦士サンレッド 〜ヤダ☆カワイイ♥SP2〜（くぼたまこと×朴晟佑〈パク・ソンウ〉×ヒロユキ、2004年創刊号-）
- めがねーちゃん（私屋カヲル）
- 僕のきらいな先輩（太田優姫）
- 魔法少女 オカン（鈴木久仁彦）
- キリンハイツ（レツ）
- another story of 黒神（原作：林達永〈イム・ダリョン〉 作画：朴晟佑〈パク・ソンウ〉 脚本協力：川美我〈チョン・ミア〉〈第22話から〉、2004年創刊号-）
- んぐるわ会報 号外（高尾じんぐ、2008年20号-）
- 裏さい4コマ “秘巫女の里で修行!”のあの頃編（原作：しろがね杏 作画：柚弦、2008年21号-）
- アストロベリー（金田一蓮十郎）
- 僕のアイドロイド（瀬口たかひろ、2008年24・2009年1合併号-2009年3号、ヤングガンガンより移籍）
- 天使の裁量（いとだまる）

### Vol.06
- 咲-Saki- 番外編（小林立、2006年12号-）
- 同棲レシピ 〜銭湯だよ全員集合〜（大島永遠、2005年20号-）
- フダンシズム-腐男子主義- 特別編（もりしげ、2007年15号-）
- 鬼燈の島外伝 ユキノ中学生（三部けい、2008年1号-）
- サーバント×サービス（高津カリノ）
- 僕のアイドロイド（瀬口たかひろ、2008年24・2009年1合併号-2009年3号、ヤングガンガンより移籍）
- マンガ家さんとアシスタントさんと 番外編 夢みるマンガ家さん（ヒロユキ、2008年4号-）
- 黒神童話（原作：林達永〈イム・ダリョン〉 作画：朴晟佑〈パク・ソンウ〉 脚本協力：川美我〈チョン・ミア〉〈第22話から〉、2004年創刊号-）
- 荒川アンダー ザ ブリッジ 特別編（中村光、2004年創刊号-）
- バンブー4コマ アンドーブレード（原作：土塚理弘 作画：五十嵐あぐり、2004年創刊号-）
- 裏さい4コマ（原作：しろがね杏 作画：柚弦、2008年21号-）
- だからお前はダメなんだ!（鈴木久仁彦）
- 戦隊のゲンバ（七海生）
- クーリングオン（栗井茶）
- 天体戦士サンレッド 〜ヤダ☆カワイイ♥SP〜（くぼたまこと×蜷川ヤエコ、2004年創刊号-）
- アソビバ（小玉有起）
- 狼人街（朴重基）
- 大雨女（たかはし慶行）
- めがねーちゃん（私屋カヲル）
- アストロベリー（金田一蓮十郎）
- 少年探偵犬神ゲル（ゴツボ☆マサル、2004年創刊号-2006年19号、ヤングガンガンより移籍）
- 天使の裁量（いとだまる）

### Vol.05
- 黒神 特別編（原作：林達永〈イム・ダリョン〉 作画：朴晟佑〈パク・ソンウ〉 脚本協力：川美我〈チョン・ミア〉〈第22話から〉、2004年創刊号-）
- 同棲レシピ 〜独り者と天然者〜（大島永遠、偶数号連載、2005年20号-）
- うらさい 特別編（原作：しろがね杏 作画：柚弦、2008年21号-）
- フダンシズム-腐男子主義- 特別編（もりしげ、2007年15号-）
- 咲-Saki- 番外編（小林立、2006年12号-）
- 迷宮日和（吉富昭仁）
- 敗残兵物語（朴重基〈パク・ジュンギ〉）
- ダンセイリキガク（大和田秀樹、奇数号連載、2008年12号-2009年5号）
- サーバント×サービス（高津カリノ）
- WORKING!! 出張版（高津カリノ、2005年1号-）
- ウサギさんと満月の夜（五十嵐あぐり×くぼたまこと 監修：土塚理弘）
- んぐるわ会報 特別編（高尾じんぐ、2008年20号-）
- 強盗VS強欲（鈴木久仁彦）
- ポーズ（一色天）
- VAMPIRE WING（塩野干支郎次）
- はなまる幼稚園 特別編（勇人、2006年18号-）
- 僕のアイドロイド（瀬口たかひろ、2008年24・2009年1合併号-2009年3号、ヤングガンガンより移籍）
- 少年探偵犬神ゲル（ゴツボ☆マサル、2004年創刊号-2006年19号、ヤングガンガンより移籍）
- アストロベリー（金田一蓮十郎）
- スマイリィ299（いとだまる）

### Vol.04
- 天体戦士サンレッド 特別企画 〜ヤダ☆カッコイイ♥SP2〜（くぼたまこと×太田垣康男、2004年創刊号-）
- BAMBOO BLADE 特別編（原作：土塚理弘 作画：五十嵐あぐり、2004年創刊号-）
- 同棲レシピ 恋愛指南編（大島永遠、偶数号連載、2005年20号-）
- マンガ家さんとアシスタントさんと 出張編〜音無みはりの休日〜（ヒロユキ、2008年4号-）
- 乙女道列伝!（楠桂）
- ショート組手（松浦マーヤ）
- 黒神 特別編 茜さんの決戦兵器（原作：林達永〈イム・ダリョン〉 作画：朴晟佑〈パク・ソンウ〉 脚本協力：川美我〈チョン・ミア〉〈第22話から〉、2004年創刊号-）
- 少年探偵犬神ゲル（ゴツボ☆マサル、2004年創刊号-2006年19号、ヤングガンガンより移籍）
- めがねーちゃん（私屋カヲル）
- 虜の女の子 15歳（中嶋ちずな）
- 平成ノスタルジア（いとだまる）
- 町の掃除屋さん（吉田さん）
- 藤田さん（レツ）
- おじいちゃん勇者 〜ガンガンONLINEからの出張版〜（坂本太郎）
- セキレイ☆ハロウィン☆パレエド（極楽院櫻子、2004年創刊号-）
- クワダテ中学生 〜鬼燈の島外伝〜（三部けい、2008年1号-）
- はなまる幼稚園 特別編（勇人、2006年18号-）
- バリスタ!!!（原作：青木健生 作画：さくら惠壱）
- フダンシズム-腐男子主義- 特別編（もりしげ、2007年15号-）
- 知られてはいけない（井田ヒロト）
- アストロベリー（金田一蓮十郎）
- ラヂオにのせて（さいとー栄、第10回スクウェア・エニックスマンガ大賞出身）

### Vol.03
- BAMBOO BLADE 〜特別編〜（原作：土塚理弘 作画：五十嵐あぐり、2004年創刊号-）
- すもももももも 地上最強のヨメ 特別編（大高忍、2004年創刊号-）
- マンガ家さんとアシスタントさんと 出張編 〜足須（あしす）さんの休日〜（ヒロユキ、2008年4号-）
- しるぶぷれ…（藤原カムイ）
- BLACK（玉木一平）
- アストロベリー（金田一蓮十郎）
- セキレイ 番外編 鶺鴒 ユカタビラ（極楽院櫻子、2004年創刊号-）
- Brigit ブリギット（原作：たかしげ宙 作画：朴晟佑）
- 愛でませ Tiny boy（雪城よし）
- サーバント×サービス（高津カリノ）
- 神凪（高橋翔馬、第1回ヤングガンガン漫画賞FLaG!準グランプリ受賞者）
- 魔法少女☆小林（吉田さん）
- ギブミー!チョコロイド（レツ）
- 探偵たん（松浦マーヤ）
- ほたれん（坂本太郎）
- てんがろん（原作：トミイマサコ 作画：蜷川ヤエコ）
- 咲-Saki- 番外編（小林立、2006年12号-）
- めがねーちゃん（私屋カヲル）
- ハナウタヒメ（衛藤ヒロユキ）
- アソビバ（小玉有起）
- 天体戦士サンレッド 特別企画 〜ヤダ☆カッコイイ♥SP〜（くぼたまこと×DOUBLE-S、2004年創刊号-）
- 神サマのらくがき（いとだまる）

### Vol.02
- BAMBOO BLADE 〜特別編〜（原作：土塚理弘 作画：五十嵐あぐり、2004年創刊号-）
- ハーメルンのバイオリン弾き 外伝 それから…（渡辺道明）
- チョットだけ媚香料?（雪城よし）
- 同棲レシピ 番外編 〜乙女達の日常〜（大島永遠、偶数号連載、2005年20号-）
- 人がGのようだ!（さと）
- 天体戦士サンレッド 〜特別編〜（くぼたまこと、2004年創刊号-）
- セキレイ 番外編 鶺鴒診断（極楽院櫻子、2004年創刊号-）
- まなみ センセイション（大高忍）
- カマレロ（衛藤ヒロユキ）
- another story of 黒神（原作：林達永〈イム・ダリョン〉 作画：朴晟佑〈パク・ソンウ〉 脚本協力：川美我〈チョン・ミア〉〈第22話から〉、2004年創刊号-）
- おじさん天使2（坂本太郎）
- Cheeky!（いとだまる）
- アストロベリー（金田一蓮十郎）
- はなまる幼稚園 〜特別編〜（勇人、2006年18号-）
- 探偵たん（松浦マーヤ、第9回YGコロシアムブロンズ賞受賞者）
- 大日本帝国剣法（志村直熾、第9回YGコロシアムブロンズ賞受賞者）
- サーバント×サービス（高津カリノ）
- いただきッ!!（高尾じんぐ）
- BLIND（わたなべともみ、第7回YGコロシアムブロンズ賞受賞者）
- ボクの破壊大帝（大野ツトム）
- ミチバタメモリーズ 〜MASK OFF〜（原作：町田一八 作画：小玉有起）

### Vol.01
- すもももももも 地上最強のヨメ 特別編（大高忍、2004年創刊号-）
- 黒神 〜特別編〜 〔100年目の恋人〕（原作：林達永〈イム・ダリョン〉 作画：朴晟佑〈パク・ソンウ〉 脚本協力：川美我〈チョン・ミア〉〈第22話から〉、2004年創刊号-）
- 僕のぱいでんてぃてぃー（瀬口たかひろ）
- アストロベリー（金田一蓮十郎）
- 学校をサボろう!（さと）
- 同棲レシピ 〜海水浴編〜（大島永遠、偶数号連載、2005年20号-）
- サーバント×サービス（高津カリノ）
- 合体少女ウタエ（星野リリィ）
- ヤマダの類（大野ツトム）
- blue70 〜レンズの向こう側〜（中村光）
- はなまる幼稚園 〜増刊バージョン〜（勇人、2006年18号-）
- EMBALMER（壱崎ありま、第7回スクウェア・エニックスマンガ大賞入選受賞者）
- LOVE SONG（高瀬志帆）
- 天体戦士サンレッド 〜特別編〜（くぼたまこと、2004年創刊号-）
- チョットだけ媚香料?（雪城よし）
- Run.（高尾じんぐ、第5回YGコロシアム・ブロンズ賞受賞者）
- 飛天の国（ことぶきさと、第4回YGコロシアム・ブロンズ賞受賞者）
- ハクバコ（いとだまる、第9回スクウェア・エニックスマンガ大賞入選受賞者）

## 映像化作品

### アニメ化
| 作品                         | 放送年          | アニメーション制作              | 備考    |
| ---------------------------- | --------------- | ------------------------------- | ------- |
| サーバント×サービス          | 2013年          | A-1 Pictures                    |         |
| Dimension W                  | 2016年          | Studio 3Hz オレンジ             |         |
| ACCA13区監察課               | 2017年          | マッドハウス                    | OVAあり |
| クズの本懐                   | 2017年          | Lerche                          |         |
| ハイスコアガール             | 2018年（第1期） | J.C.STAFF                       |         |
| ハイスコアガール             | 2019年（第2期） | J.C.STAFF                       |         |
| 魔法少女特殊戦あすか         | 2019年          | ライデンフィルム                |         |
| 結婚指輪物語                 | 2024年（第1期） | Staple Entertainment            |         |
| 結婚指輪物語                 | 未公表（第2期） | Staple Entertainment            |         |
| ユーベルブラット             | 2025年          | サテライト Staple Entertainment |         |
| スーパーの裏でヤニ吸うふたり | 2026年          | 未公表                          |         |

### テレビドラマ化
| 作品       | 放送年 | 制作       | 備考 |
| ---------- | ------ | ---------- | ---- |
| クズの本懐 | 2017年 | フジテレビ |      |

## 発売日

### 増刊ヤングガンガンビッグ
1. 2011年4月25日発売
2. 2011年6月25日発売
3. 2011年8月25日発売

号数はリニューアル時にリセットされ、Vol.01から再カウントされている。

### 増刊ヤングガンガン
1. 2007年6月29日発売
2. 2007年11月30日発売
3. 2008年5月30日発売
4. 2008年10月31日発売
5. 2009年1月30日発売
6. 2009年5月29日発売
7. 2009年10月30日発売
8. 2010年1月29日発売
9. 2010年4月30日発売
10. 2010年7月30日発売
11. 2010年10月29日発売